# Bossa tote

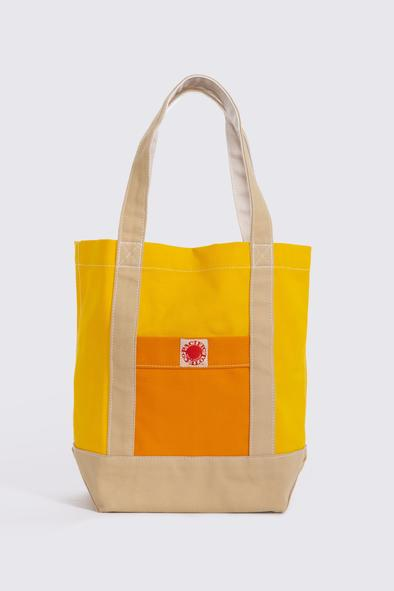
Una bossa tote

Una bossa tote és una bossa habitualment de material tèxtil i en general sense tancament, amb nanses llargues paral·leles a cada costat del contenidor. El verb anglès tote, que s'ha popularitzat arreu associat a aquest tipus de bossa, té el significat de portar en braços o a l'esquena, especialment coses pesades o carregoses. Les bosses tote són sovint utilitzades com a bosses de compra reutilitzables. També es regalen com a material promocional.
La bossa tote clàssica està feta de tela robusta, potser amb pell gruixuda a les nanses o al fons; les versions de pell sovint tenen una superfície rugosa. Entre els teixits habituals també hi ha el canemàs, el jute, el niló i altres teixits sintètics de fàcil manteniment, que han esdevingut comuns, tot i que es poden degradar amb l'exposició prolongada a la llum solar. Moltes bosses tote de baix cost estan fetes de material reciclat, de fibres naturals mínimament processades, o de subproductes de processos de refinament de materials orgànics.

## Aspectes mediambientals

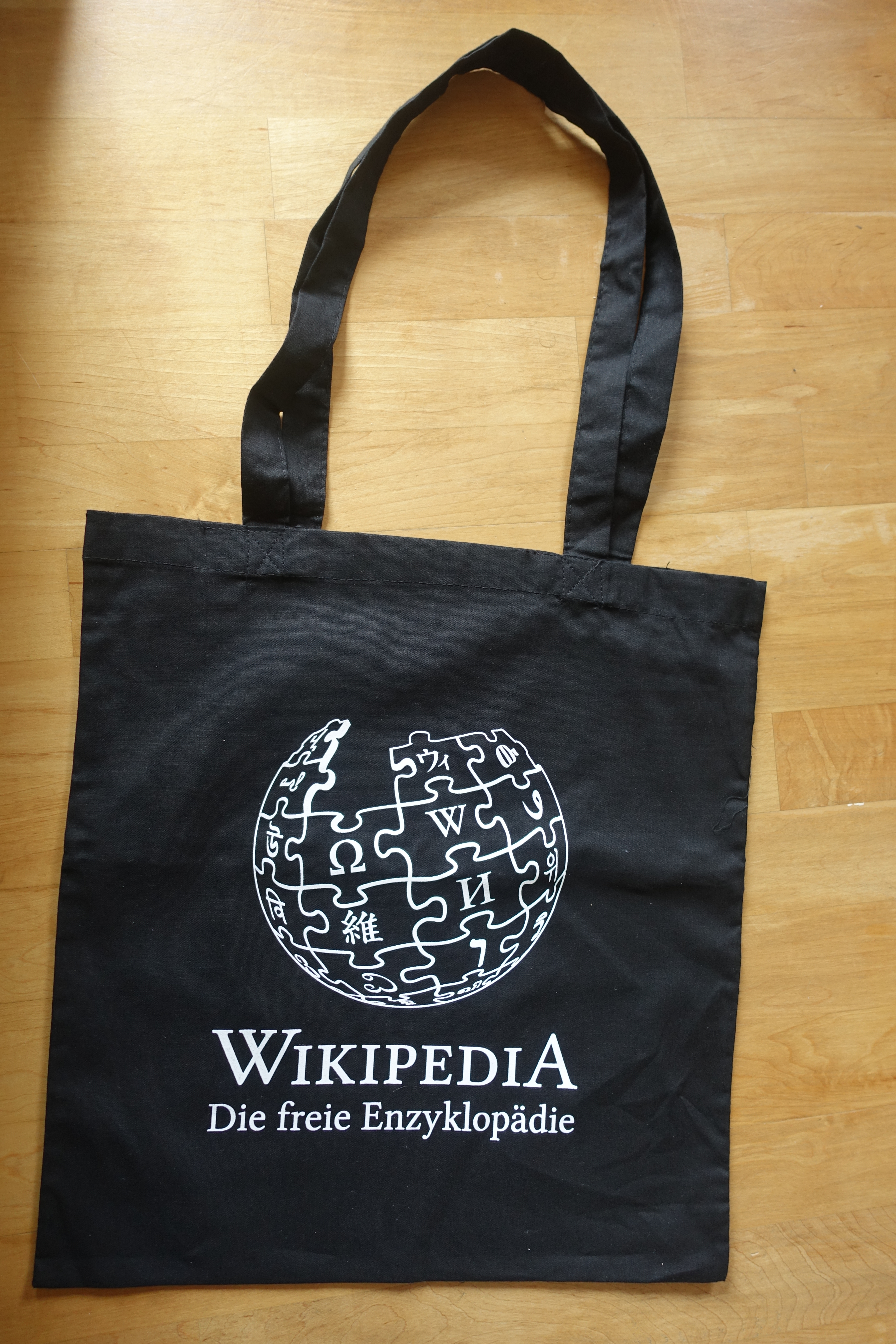
Una bossa tote promocional

Recentment, les bosses tote han estat venudes com una substitució, respectuosa amb el medi ambient, de les bosses de plàstic d'un sol ús, ja que poden ser reutilitzades molts cops. Això pot ser enganyós. Un estudi realitzat per l'Agència de l'Entorn del Regne Unit va determinar que les bosses de tela de cotó han de ser utilitzades com a mínim 131 vegades per poder equiparar l'impacte ambiental de les bosses de plàstic d'un sol ús, i fins a 327 vegades si es compara amb bosses de plàstic reutilitzades com a bosses d'escombraries. Un altre estudi, dut a terme l'any 2018 per l'Agència de Protecció Mediambiental danesa, va concloure que les bosses de cotó haurien de ser utilitzades 7.100 vegades per neutralitzar el seu impacte mediambiental, i fins a 20.000 vegades si són de cotó orgànic. Per altra banda, les bosses tote fetes de plàstic provinent de polipropilè reciclat requereixen 11 reutilitzacions per equiparar-ne l'impacte ambiental i fins a 26 quan es considera la reutilització com a bossa d'escombraries.
Un estudi dels consumidors dels EUA realitzat l'any 2014 va determinar que el col·lectiu dels enquestats que tenien bosses reutilitzables, un 28% del total se les oblidaven aproximadament un 40% del les vegades quan anaven a comprar i que només utilitzaven les bosses unes 15 vegades abans de llençar-les. Pràcticament la meitat d'aquest grup normalment s'inclinaven per l'ús de bosses de plàstic en comptes de bosses reutilitzables, malgrat tenir-ne i reconèixer-ne els beneficis. Un nombre creixent de jurisdiccions han ordenat l'eliminació de les bosses de plàstic lleugeres per reduir la contaminació de la terra i l'oceà. Per tal de proporcionar un incentiu als consumidors perquè pensin més sovint en les bosses reutilitzables, aquestes lleis estableixen un preu mínim per cada bossa a la caixa de tots els establiments i requereixen que siguin bosses de paper, bosses tote reutilitzables o bosses de plàstic gruixut reutilitzables.